# Araneus gratiolus
Araneus gratiolus là một loài nhện trong họ Araneidae.
Loài này thuộc chi Araneus. Araneus gratiolus được miêu tả năm 1990 bởi Chang-Min Yin et al..